# Рассоха (Киевская область)
Рассоха — бывшее украинское село в Иванковском районе Киевской области. Находится в зоне отчуждения Чернобыльской АЭС.

## История
Перед аварией на Чернобыльской АЭС село относилось к Чернобыльскому району Киевской области и насчитывало 188 дворов при численности населения 416 жителей.
Через несколько дней после аварии, 7 мая 1986 г., население было эвакуировано в село Колонщина Макаровского района Киевской области. Вблизи от села находился пункт санитарной обработки радиоактивной техники, участвовавшей в работах по ликвидации последствия аварии на ЧАЭС. Подвергшаяся сильному радиоактивному заражению техника, подлежащая захоронению, складировалась на южной окраине села. Часть машин была закопана, остальные остались на открытом воздухе.

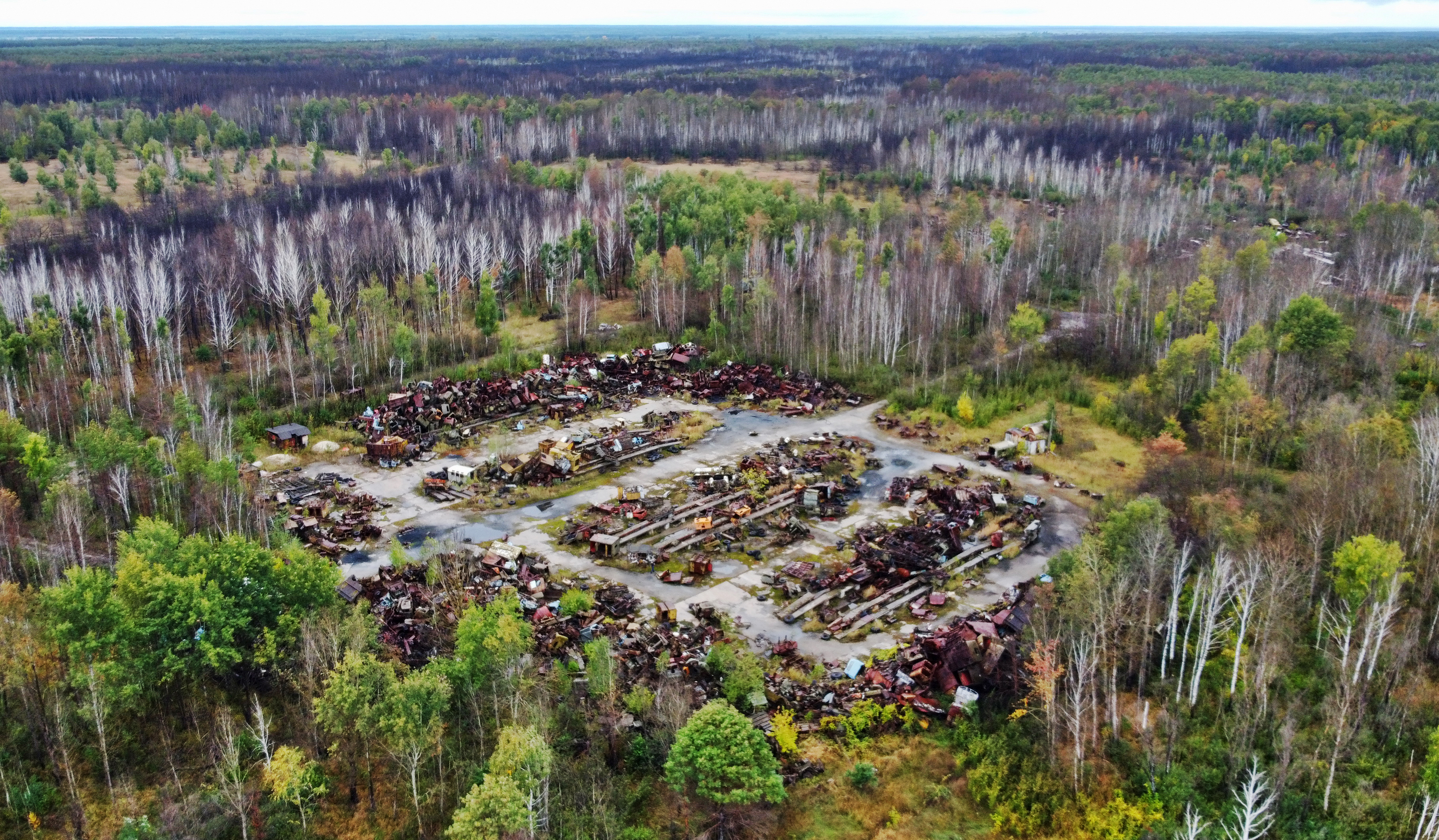
Свалка зараженной радиацией техники у с. Рассоха. Фото 2021 г.

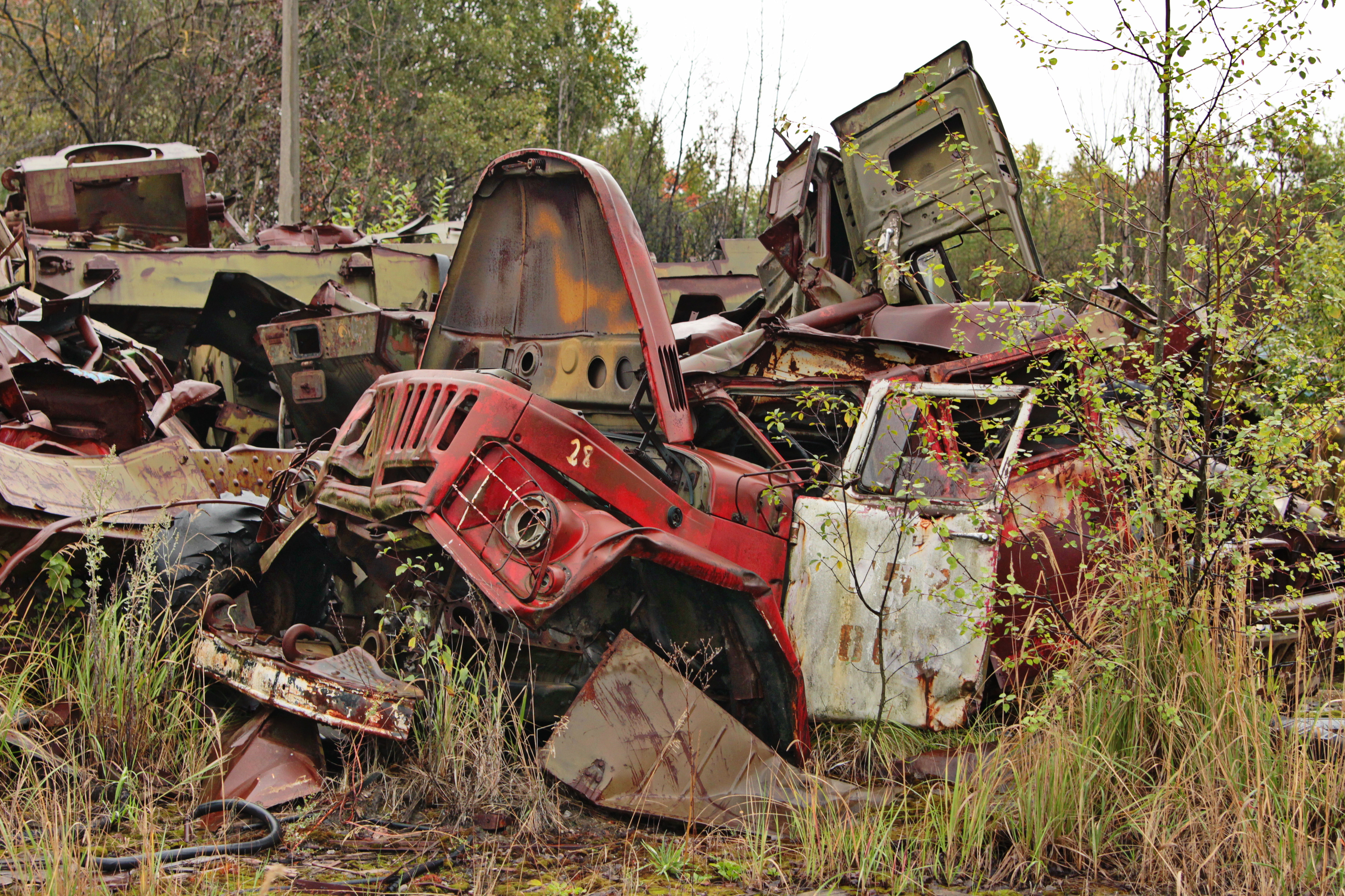
Свалка зараженной радиацией техники у с. Рассоха. Фото 2021 г.

Среди складированной в Рассохе техники были 10 вертолетов Ми-8 и Ми-6, инженерные машины разграждения, бронированные ремонтно-эвакуационные машины, плавающие гусеничные транспортеры, колесные бронетранспортеры, машины химической разведки, автомобили и другая техника. По некоторым оценкам, общая стоимость машин, складированных в Рассохе, в ценах 1986 года составляла порядка 46 млн. долларов США. Площадь могильника в Рассохе составляет около 20 гектар.
По состоянию на 2013 г. велись работы по утилизации техники.
Для компьютерной игры S.T.A.L.K.E.R. послужила прототипом локации «Свалка».